# Avon (Massachusetts)
Avon es un pueblo ubicado en el condado de Norfolk en el estado estadounidense de Massachusetts. En el Censo de 2010 tenía una población de 4.356 habitantes y una densidad poblacional de 370,7 personas por km².

## Geografía
Avon se encuentra ubicado en las coordenadas 42°7′57″N 71°3′14″O / 42.13250, -71.05389. Según la Oficina del Censo de los Estados Unidos, Avon tiene una superficie total de 11.75 km², de la cual 11.11 km² corresponden a tierra firme y (5.44%) 0.64 km² es agua.

## Demografía
Según el censo de 2010, había 4.356 personas residiendo en Avon. La densidad de población era de 370,7 hab./km². De los 4.356 habitantes, Avon estaba compuesto por el 84.02% blancos, el 9.96% eran afroamericanos, el 0.11% eran amerindios, el 2.75% eran asiáticos, el 0% eran isleños del Pacífico, el 1.49% eran de otras razas y el 1.65% pertenecían a dos o más razas. Del total de la población el 2.78% eran hispanos o latinos de cualquier raza.